# Bongani Sam
Bongani Sam, né le 30 juillet 1997, est un footballeur international sud-africain. Il évolue au poste d'arrière gauche avec le club de Kaizer Chiefs FC.

## Biographie

### En club

#### Highlands Park
Il commence sa carrière à Highlands Park en National First Division (D2). Il joue son premier match le 13 décembre 2017, en Coupe d'Afrique du Sud, contre Real Kings (victoire 2-1 après prolongations). Le 17 mars 2018, lors d'une large victoire 7-1 contre Mbombela United, il marque son premier but. Il dispute huit rencontres de championnat et se voit sacré champion en fin de saison.

#### Bloemfontein Celtic
Le 31 juillet 2018, il s'engage avec Bloemfontein Celtic. Il fait ses débuts en Absa Premiership le 5 août 2018, face à Chippa United (victoire 2-0). Deux semaines plus tard, il marque son premier but sous ses nouvelles couleurs, offrant la victoire 1-0 à son équipe contre Orlando Pirates. Pour sa première saison dans l'élite, il dispute 21 rencontres de championnat.

#### Orlando Pirates
Lors de l'été 2019, il rejoint Orlando Pirates. Il fait ses débuts sous ses nouvelles couleurs le 18 janvier 2020, contre Highlands Park (victoire 3-1).

### En sélection
Il honore sa première sélection en équipe d'Afrique du Sud le 4 juin 2019, lors de la Coupe COSAFA 2019 contre l'Ouganda (victoire 1-1, 4-2).

## Palmarès

### En club
Highlands Park
- Championnat d'Afrique du Sud de deuxième division (1) :
  - Champion : 2017-2018.